# MDFMK
Se procura pelo artigo KMFDM, veja KMFDM
MDFMK foi formada por dois membros da KMFDM, Sascha Konietzko e Tim Skold. Lucia Cifarelli, anteriormente da banda Drill, mais tarde, se juntou para formar o trio.

## História
Devido à diferenças entre alguns dos membros da banda KMFDM sobre o futuro da banda, KMFDM foi dissolvida em 1999. Sascha Konietzko e Skold continuaram trabalhando juntos sob o nome MDFMK. Eles lançaram apenas um álbum: MDFMK em 2000 pela Universal Records. A banda, com Lucia Cifarelli (anteriormente da banda Drill), assumiu um som mais futurista, que também continha sugestões de trance e europop, principalmente no estilo de produção, inclinando-se para o que é hoje vulgarmente designado por 'eletrônica'. MDFMK caracterizou todos os três como vocais compartilhados. Sua canção "Missing Time" foi usada no filme de animação Heavy Metal 2000. Enquanto em turnê em 2000, a banda tinha um quarto membro, um guitarrista robô gigante chamado de Zyclor.

## Discografia

### Álbuns
- MDFMK (28 de março de 2000)

### Outros
- Gravity Games 2000: Summer Sounds, vol. 1 (2000)
- Heavy Metal 2000